# Colonne Trajane
La colonne Trajane (en latin : Columna Traiani) est une colonne triomphale romaine située sur le forum de Trajan à Rome. Elle mesure 40 mètres de hauteur. Elle est célèbre pour le bas-relief qui s'enroule en spirale autour de son fût et commémore la victoire de l'empereur Trajan sur les Daces lors des deux guerres daciques (101-102 et 105-106). Depuis 1587, sous le pape Sixte-Quint, elle est surmontée de la statue de bronze de saint Pierre, remplaçant celle de Trajan depuis longtemps disparue.
La colonne a été construite de 107 à 113, peut-être par l'architecte Apollodore de Damas dont le rôle dans la construction de l'ensemble du forum de Trajan n'est pas bien établi : il est possible qu'il ait seulement supervisé les travaux. La colonne est dédiée en mai 113, alors que le forum de Trajan a été inauguré l'année précédente.
Pour un article plus général, voir Forum de Trajan.

## Fonction
La colonne Trajane fait partie intégrante du forum de Trajan. Avant de bâtir cet ensemble monumental, il a fallu dégager une large zone au nord-est du Forum Romain. Les travaux d’excavation ont abouti à la suppression de l’ensellement qui reliait les collines du Capitole et du Quirinal et ont permis de dégager une zone aplanie de près de 200 mètres de large. Une modification aussi importante et définitive du paysage peut être considérée par les Romains comme un sacrilège (sacrilegium) et c’est peut-être comme monument expiatoire (piaculum) qu’est élevée la colonne, sa hauteur rappelant celle de la colline qui a été supprimée,, même si la colonne n'est pas située exactement à l'endroit où se trouvait l'ancienne colline, des fondations de bâtiments datant du début de l'Empire ayant été retrouvées au-dessous.
La colonne a également été construite pour célébrer le triomphe de Trajan sur les Daces, dans la continuité du reste du forum. Le fût de la colonne est couvert d’un long bas-relief relatant le déroulement des deux guerres daciques, qui avaient livré un butin évalué à un demi-million de livres d'or et un million de livres d'argent. Le récit, qui compte 155 scènes et 2 662 personnages, débute par la traversée du Danube durant le printemps 101, marquant le début de la première guerre, et se termine par la déportation de la population dace, qui marque la fin de la seconde guerre dacique.
À la mort de Trajan en 117, le Sénat décide de ramener ses cendres à Rome et de les déposer dans la base de la colonne. Les cendres de son épouse Plotine, contenues dans une deuxième urne en or, sont également placées à l’intérieur du soubassement après sa mort vers 121/122. La colonne Trajane devient alors un monument funéraire. La ressemblance de la table de marbre sur laquelle sont déposées les urnes funéraires, construite en même temps que la colonne, avec les autels funéraires utilisés vers la fin de la République laisse supposer que Trajan avait prévu d'en faire sa tombe dès le départ.

## Description

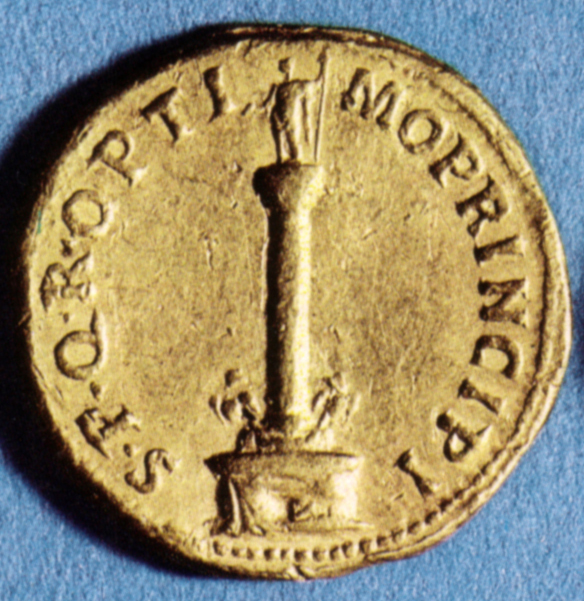
La colonne sur un aureus de Trajan.

La colonne est érigée au centre d'une petite cour de 24 mètres de large sur 16 mètres de profondeur, délimitée par la façade de la basilique Ulpienne, les deux bibliothèques qui se font face et l'entrée monumentale du forum sur le côté nord-ouest (voir le plan). Les travaux ont débuté dès 107, date de la célébration du triomphe de Trajan pour ses victoires sur les Daces. La colonne n'est achevée qu'en 113, soit après l'inauguration du forum, qui a eu lieu en janvier 112. Elle est dédiée en mai 113,, en même temps que le temple de Vénus Genitrix du forum de César, modifié lors des travaux. La dédicace est effectuée par le Sénat, ce qui confère à la colonne et à ses reliefs le statut d’œuvre officielle.
La colonne, d’ordre dorique, est aujourd'hui haute de 39,57 mètres si on inclut le grand piédestal, le chapiteau et l'attique de 4,4 mètres qui sert de base à la statue. La hauteur totale durant l'Antiquité, avec la statue en bronze de Trajan, devait être d'environ 150 pieds, soit 44,1 mètres. Elle est composée de 29 blocs de marbre Luna de Carrare, 8 blocs quadrangulaires pour le piédestal et la plinthe et 21 blocs circulaires pour le fût et le chapiteau. Sa masse est estimée à environ 1 000 tonnes,. La carrière de Carrare est située à près de 400 km au nord de Rome, non loin de la mer. L'assemblage du fût s'est fait au moyen d'un système de levage complexe. Une fois la colonne installée, des ouvriers ont aplani la surface, puis une équipe de six à huit sculpteurs se sont mis simultanément au travail en occupant chacun une section de l'échafaudage et en s'élevant progressivement. Des trous forés dans les mains de certains personnages étaient destinés à leur faire tenir des outils ou des armes. Le tout a probablement été peint, mais aucune trace de peinture n'a subsisté.

### Vues de la colonne

Vue du nord.
Vue de l'est.
Vue du sud-est.
Vue du sud.
Vue du sud-ouest.
Vue de l'ouest.

### Le piédestal
Le piédestal, de 5,27 mètres de haut pour 5,5 mètres de large, repose sur des fondations en travertin. Il est décoré sur trois faces de bas-reliefs représentant des trophées. Les angles sont surmontés de quatre aigles soutenant une guirlande de lauriers. La dernière face, au sud-est, porte une dédicace incluse entre deux Victoires. Elle est percée d'une porte d'entrée qui donne accès à un vestibule débouchant sur l'escalier en colimaçon et sur une chambre sépulcrale, éclairée par une fenêtre creusée dans la face sud-ouest. C'est dans cette petite pièce (cella memoriæ) que se trouvaient les urnes dorées contenant les cendres de Trajan et de Plotine.

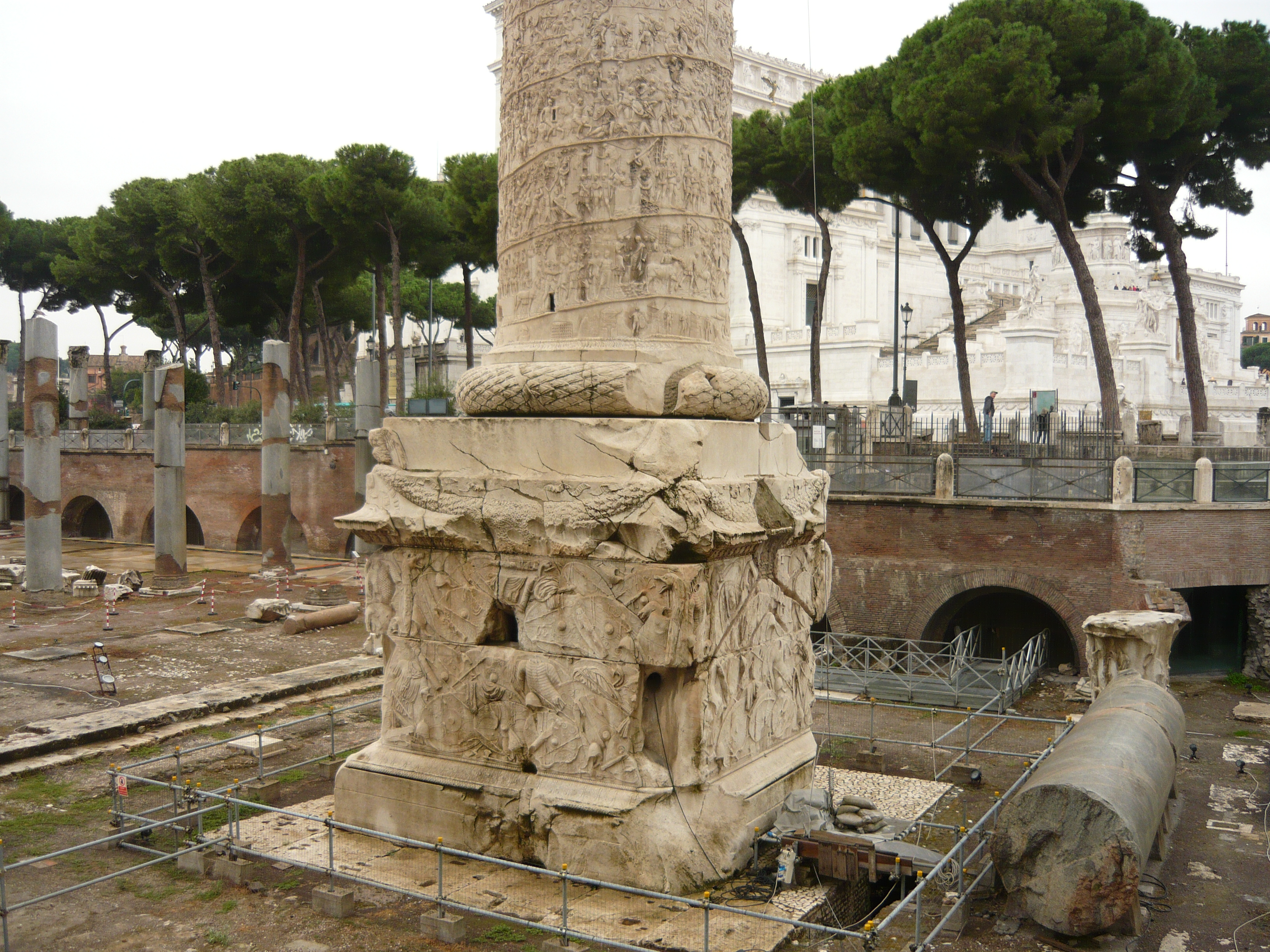
Piédestal de la colonne Trajane.
Partie inférieure de la colonne Trajane, en vue isométrique.
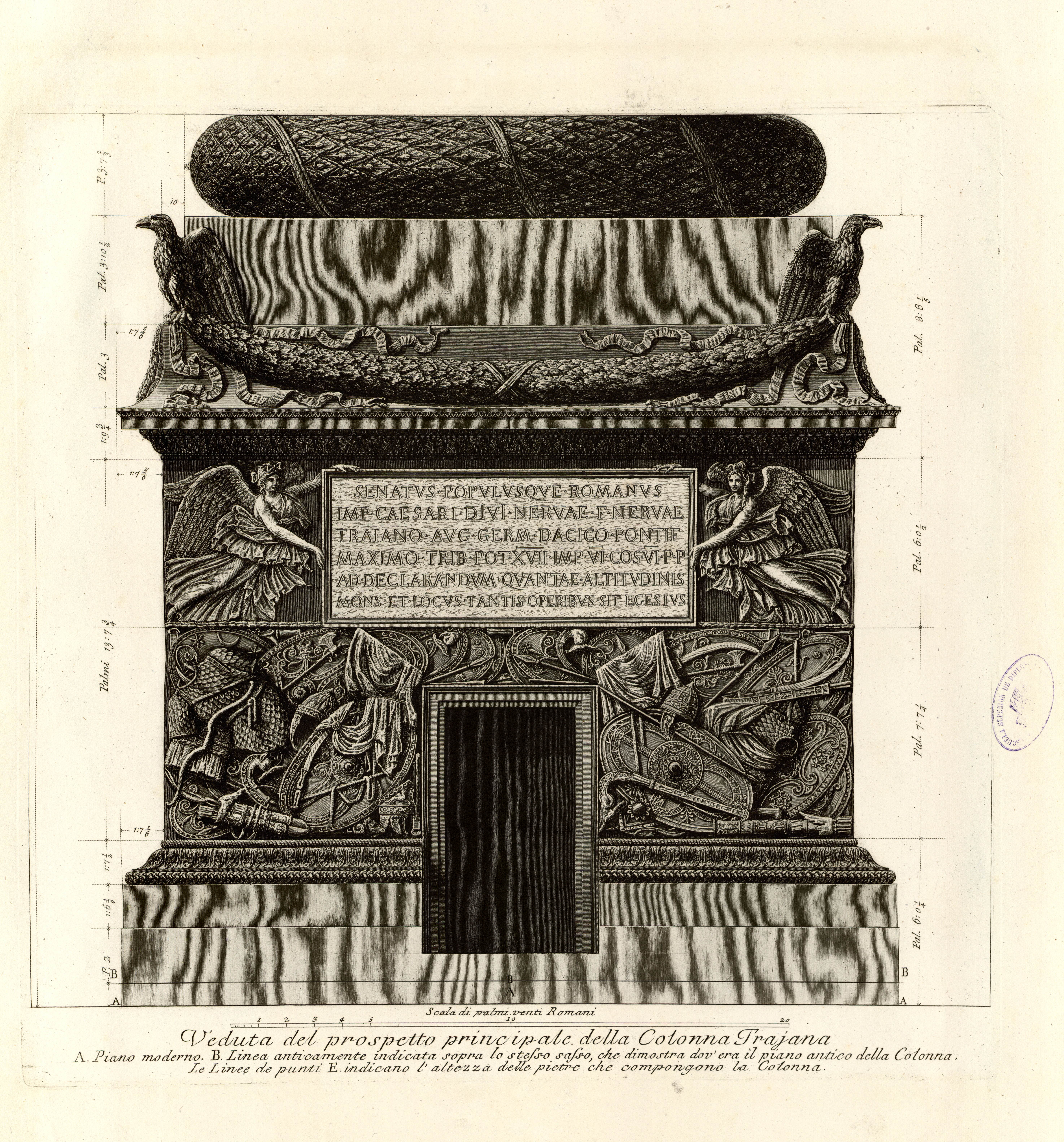
Dessin de la face portant l'inscription, Piranèse, 1774.
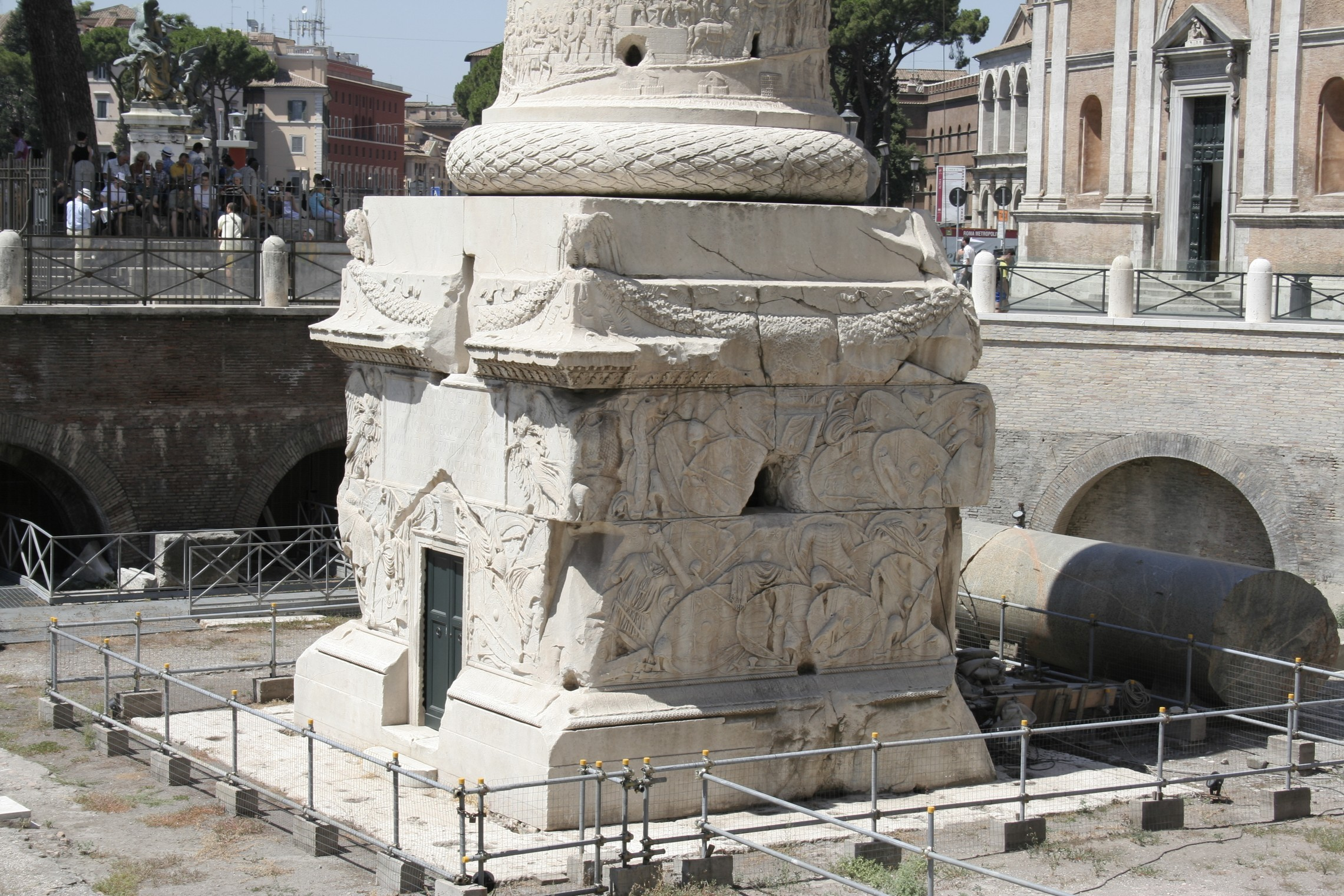
Piédestal de la colonne Trajane.
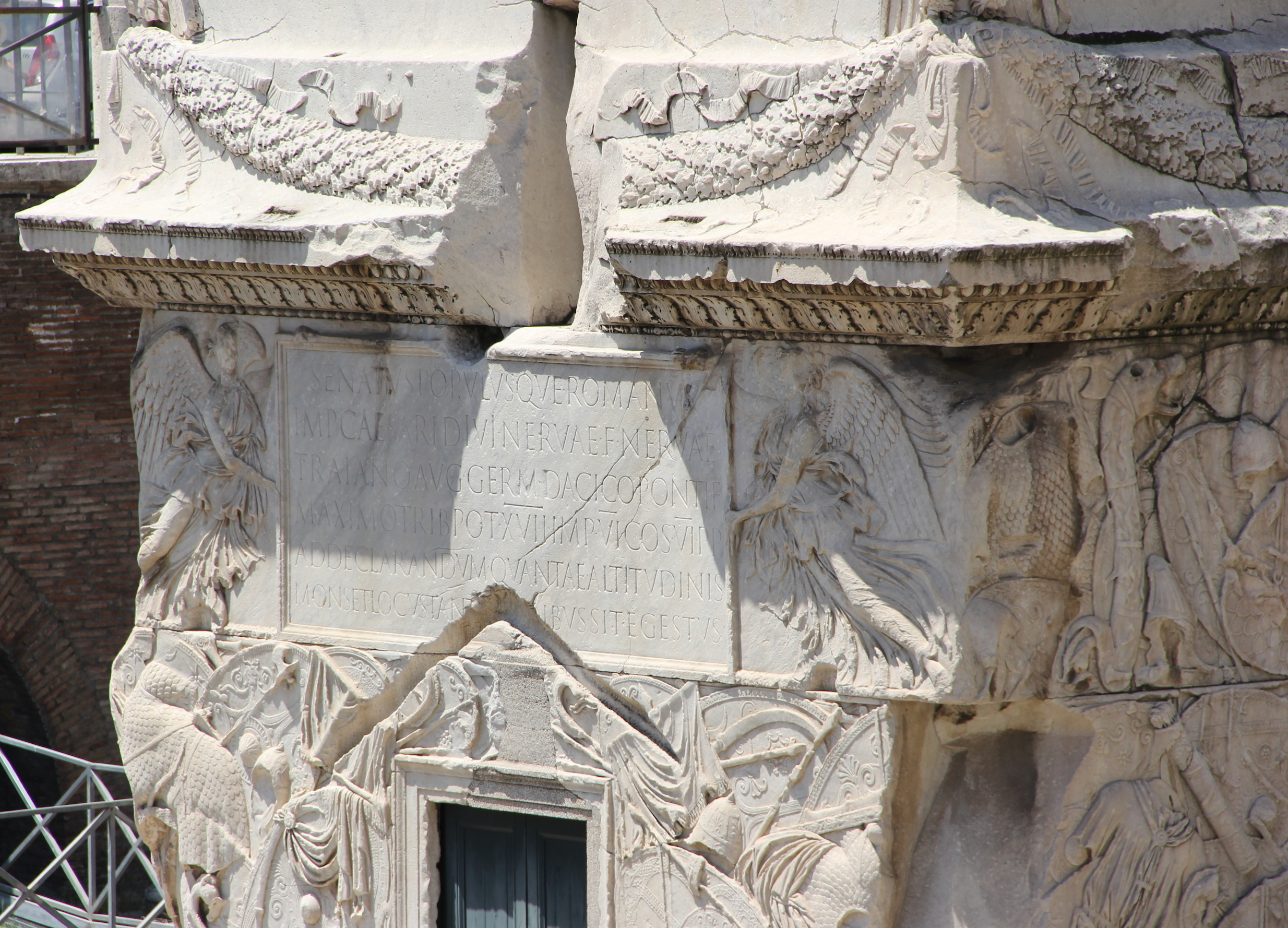
Détail du piédestal avec vue de l'inscription dédicatoire.

### La dédicace
On peut lire sur la base de la colonne, au-dessus de la porte d'entrée, l'inscription de dédicace. Le panneau a été endommagé au milieu de la dernière ligne : on y voit la trace laissée par le toit de l'église Saint-Nicolas. La présence de l'église en avant de la base empêche à l'époque de lire la dédicace, et il est communément admis que les reliefs datent du règne d'Hadrien et font le récit de la guerre de Troie, le nom latin de Columna Traiana étant transformé en Columna Troiana.
| SENATVS•POPVLVSQVE•ROMANVS IMP•CAESARI•DIVI•NERVAE•F•NERVAE TRAIANO•AVG•GERM•DACICO•PONTIF MAXIMO•TRIB•POT•XVII•IMP•VI•COS•VI•P•P• AD•DECLARANDVM•QVANTAE•ALTITVDINIS MONS•ET•LOCVS•TANT[IS•OPER]IBVS•SIT•EGESTVS |
| Inscription dédicatoire de la colonne Trajane. |

Ce qui se traduit par :
« Le sénat et le peuple romain, à l’empereur César Nerva Trajan, fils du divin Nerva Auguste, germanique, dacique, grand pontife, en sa dix-septième puissance tribunitienne, salué imperator pour la sixième fois, consul pour la sixième fois, père de la patrie, pour faire savoir de quelle profondeur la colline et l'endroit ont été creusés par de si grands travaux. »
Cette inscription est un des plus célèbres exemples d'épigraphie latine utilisant la capitale latine monumentale (capitalis monumentalis), plus particulièrement employée pour les textes gravés. Le graveur a pris soin d'utiliser une échelle croissante pour la taille des caractères des lignes supérieures lues par un spectateur placé en contrebas. Les mots sont séparés par des points, les abréviations habituelles de l'épigraphie latine sont utilisées. La dernière ligne de l'inscription a été partiellement entaillée, mais on la restitue sans peine (passage entre crochets).

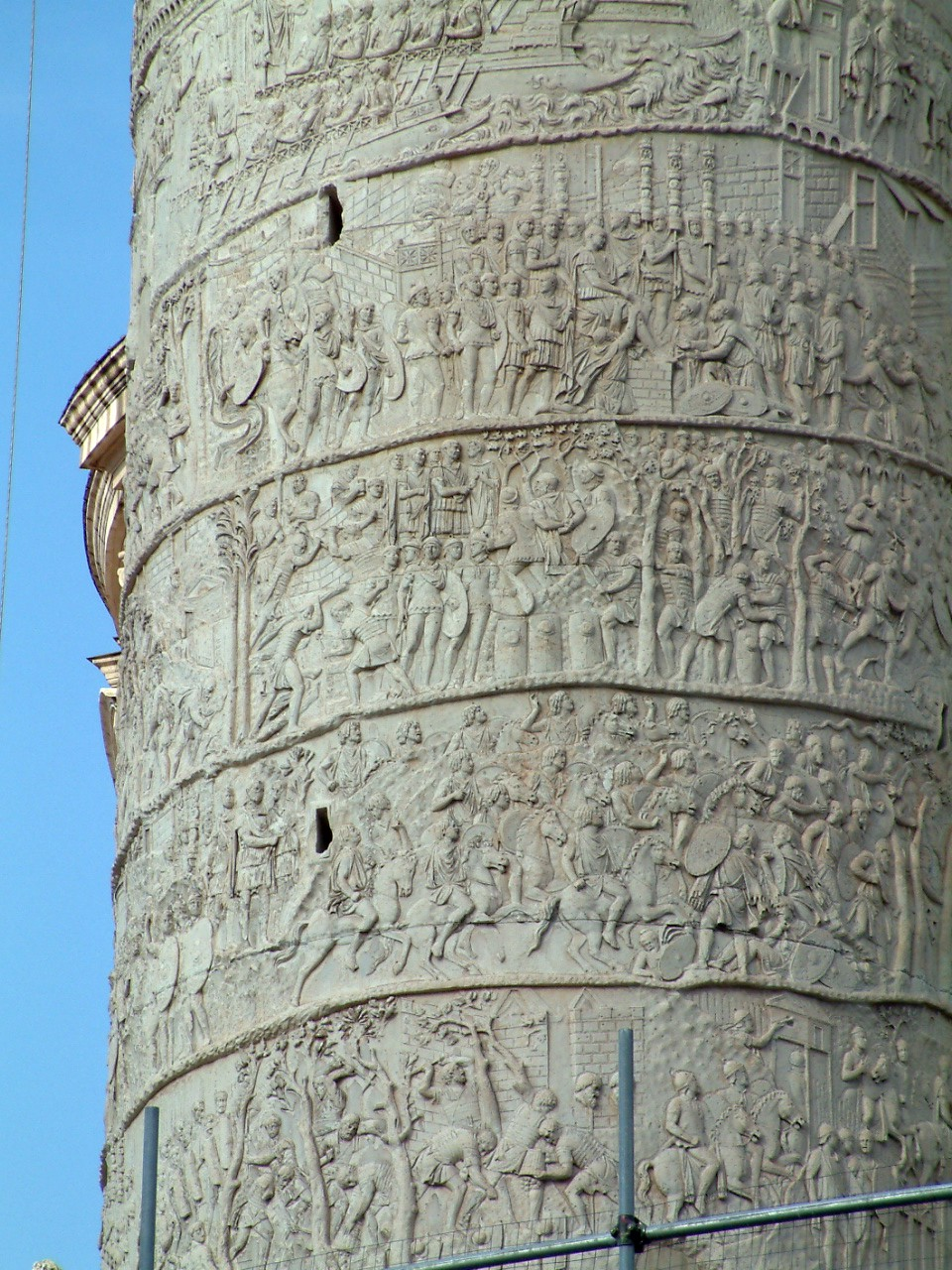
Détail du fût.

### Le fût
Le fût est haut de 26,6 mètres, soit environ 100 pieds romains. Il est constitué de 18 blocs évidés de marbre de Luna (marmor lunensis) d'un diamètre variant de 3,16 à 3,67 mètres. Le fût s'amincit très légèrement depuis la base (3,672 mètres) jusqu'aux deux-tiers de sa hauteur (3,63 mètres) puis rétrécit davantage jusqu'à son sommet (3,162 mètres) afin d'éviter un effet de concavité, selon les recommandations de Vitruve. Chaque bloc pèse entre 29 et 33 tonnes pour les plus larges,. Les blocs ont été assemblés en alternant le sens du marbre afin de consolider la structure. Ils sont scellés un à un à l'aide de quatre joints de plomb, sans mortier.
Une fois que le fût est assemblé, la surface extérieure des blocs est lissée et sert de support à une frise continue en bas-reliefs qui s’enroule en spirale jusqu’au sommet, comme un immense rouleau de papyrus, réalisée par des lapidarii et sculptores en partant de la base. Longue de près de 200 mètres, la frise comprend 155 scènes, d'après le découpage proposé par Cichorius entre 1896 et 1900, (et qui sert depuis de référence), disposées sur 23 spires et mettant en scène 2 570 personnages. Ce long bas-relief hélicoïdal fournit de nombreux renseignements sur les arts, les mœurs et l'équipement militaire, tant des Romains que des Daces.

### L'escalier intérieur
La colonne Trajane est creuse : on y entre par une petite porte sur un côté de la base, sous l'inscription dédicatoire, et un escalier en colimaçon de 185 marches permet d’accéder au sommet. Il faut 14 marches pour faire un tour complet et chacun des blocs du fût en contient 8, évitant ainsi que les jointures de l'escalier ne soient alignées verticalement. Une série de 43 petites fenêtres rectangulaires éclairent l’ascension. Les blocs, de grande dimension pour l'époque, ont vraisemblablement été évidés dans la carrière d'où ils ont été extraits, permettant ainsi de les alléger de près d'un tiers de leur masse d'origine et de faciliter leur transport : les blocs pleins sont estimés à environ 45 tonnes et ne font plus que 30 tonnes une fois l'escalier aménagé. Ce travail n'a pu être réalisé que par des marmorarii, spécialistes du marbre, alliant à la fois un savoir-faire pratique et des connaissances théoriques permettant l'alignement de l'escalier le long des différents blocs, ce qui demande un travail de stéréotomie d’une grande précision. La colonne est parfois baptisée columna cochlis, du nom d'une machine hydraulique en bois fonctionnant sur le principe de la vis d'Archimède. L'escalier de la colonne Trajane en est un exemple en marbre.

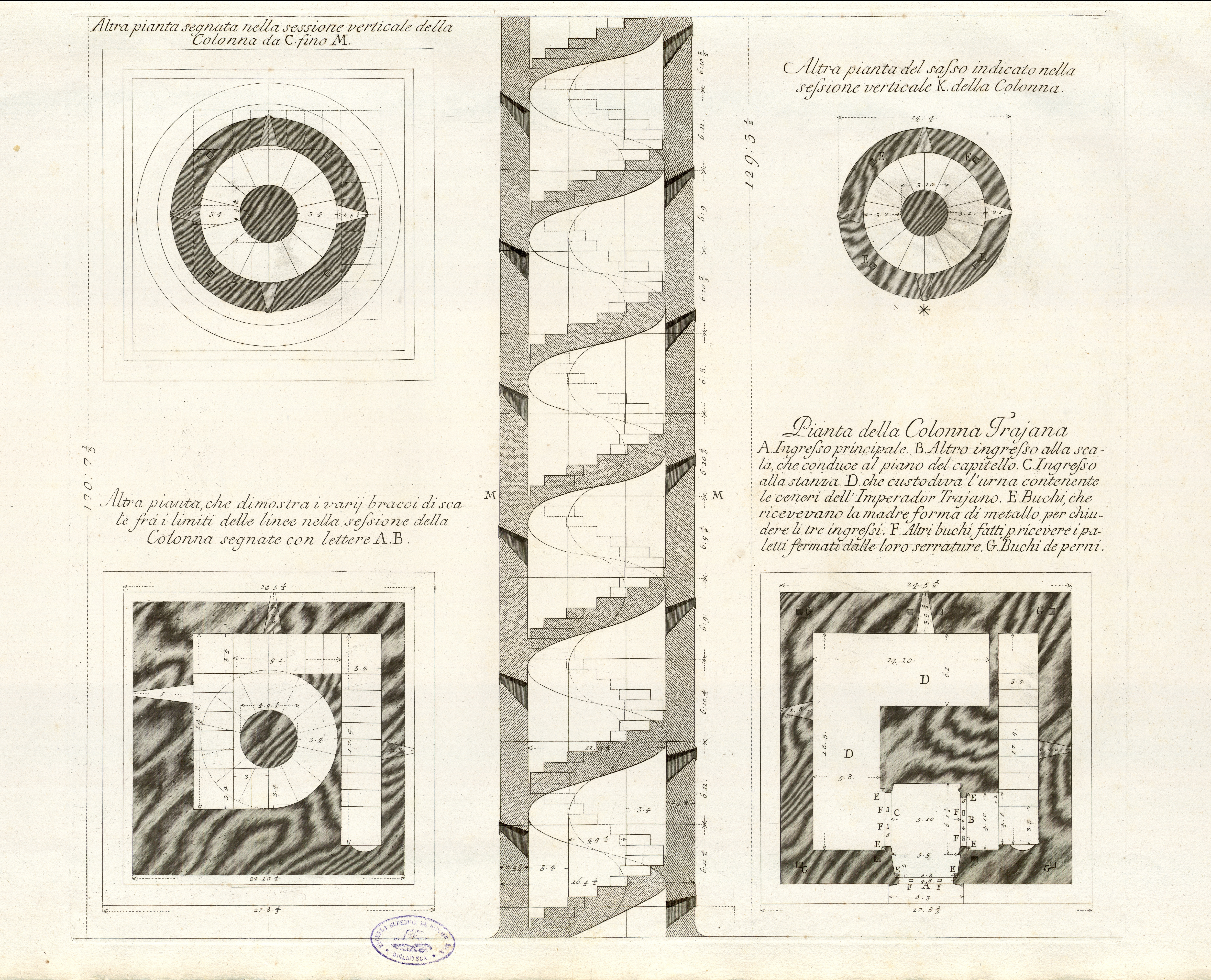
Section verticale de la colonne, partie médiane, Piranèse, 1774.
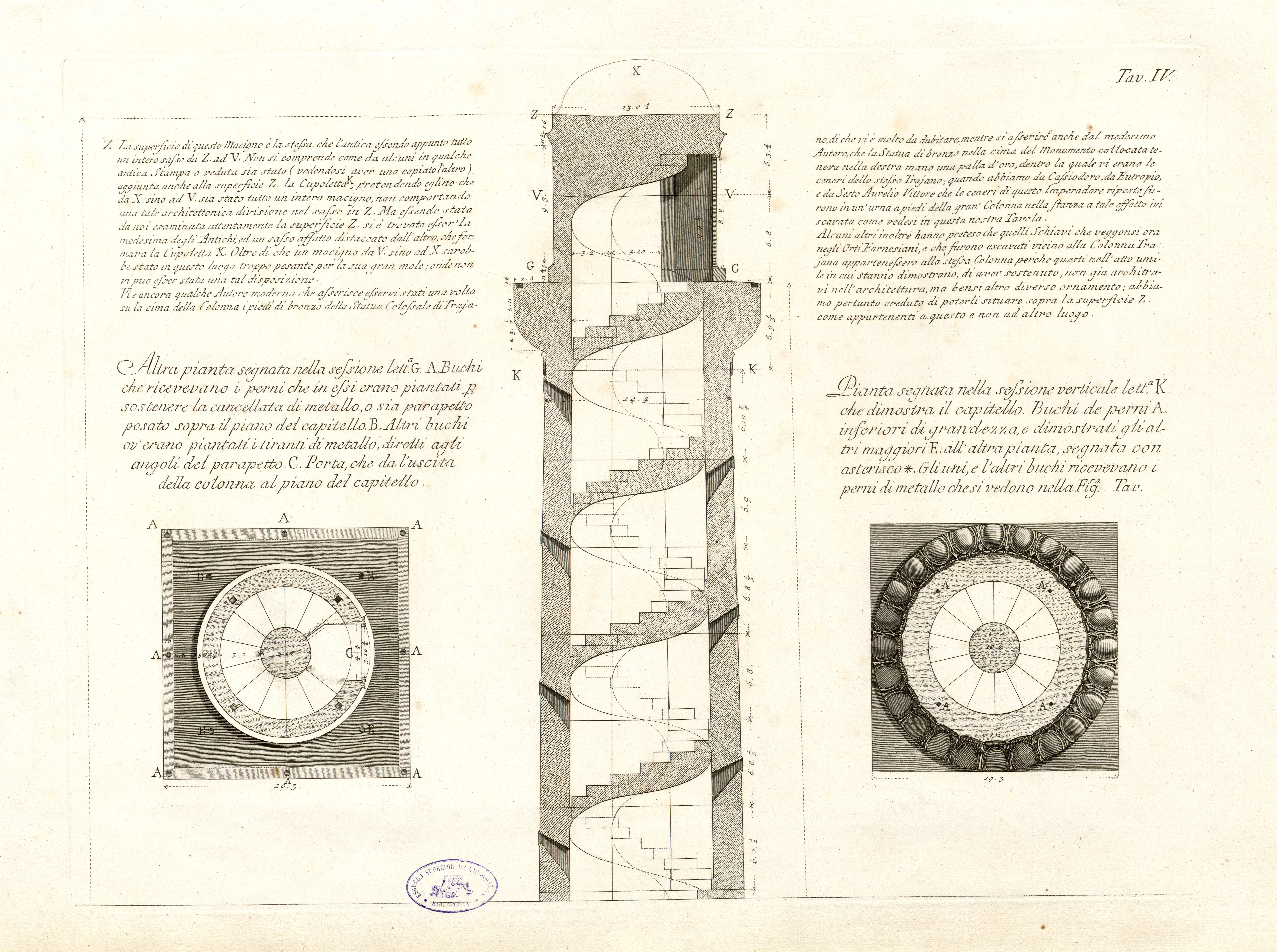
Section verticale de la colonne, partie supérieure, Piranèse, 1774.

### Le chapiteau et la statue
Le chapiteau, fait d’un seul bloc de 53,3 tonnes s’élevant à 34 mètres au-dessus du sol, est surmonté d'un attique composé de deux blocs pesant respectivement 24 et 30 tonnes sur lequel est placée une statue en bronze. Des pièces de monnaie datant de l’époque de la construction montrent la colonne surmontée d’une aigle romaine, mais elle était surmontée de la statue en bronze doré de Trajan revêtu d’une armure et tenant une lance et un globe. Disparue à une date indéterminée, le pape Sixte-Quint la fit remplacer en 1587 par celle de saint Pierre, que l'on voit aujourd'hui.

## Histoire

### Antiquité

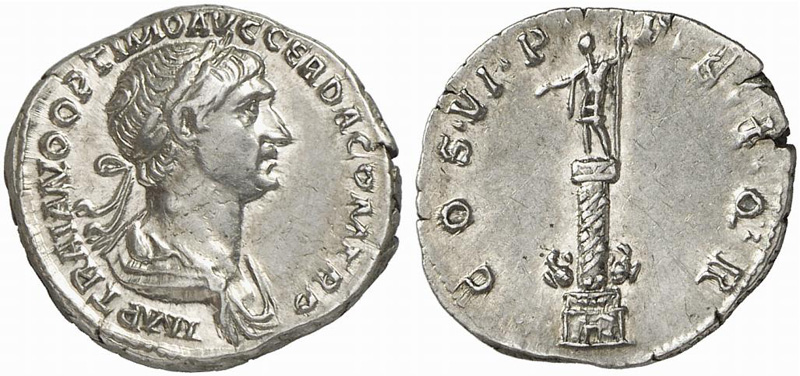
Denarius daté de 114. Au revers figure une représentation de la colonne Trajane.

En 117, après la mort de Trajan, le Sénat décide de déposer les cendres de l’empereur dans la base de la colonne, un honneur exceptionnel, puisque la colonne est construite dans les limites du pomerium, à l'intérieur duquel les Romains respectent en théorie l'interdit funéraire.
Durant l’Antiquité, la colonne Trajane sert de modèle pour de nombreuses colonnes commémoratives. En 161, au décès d'Antonin le Pieux, Marc Aurèle et Lucius Verus décident d'ériger une colonne en sa mémoire et en celle de son épouse Faustine l'Ancienne. Dressée sur le Champ de Mars, elle comporte une base décorée de reliefs (apothéose d'Antonin et Faustine et scène de decursio), mais, contrairement à la colonne Trajane, son fût de granite est lisse. À partir de 176, Marc Aurèle fait construire sur le Champ de Mars une autre colonne à décor en spirale, qui commémore les deux campagnes de l'empereur contre les Marcomans et les Sarmates. À Constantinople ont été réalisées plus tard d'autres colonnes spiralées, aujourd'hui détruites, comme la colonne de Théodose, à la fin du IVe siècle, sur le forum de Théodose, et la colonne d'Arcadius, en 401, sur le forum d'Arcadius.

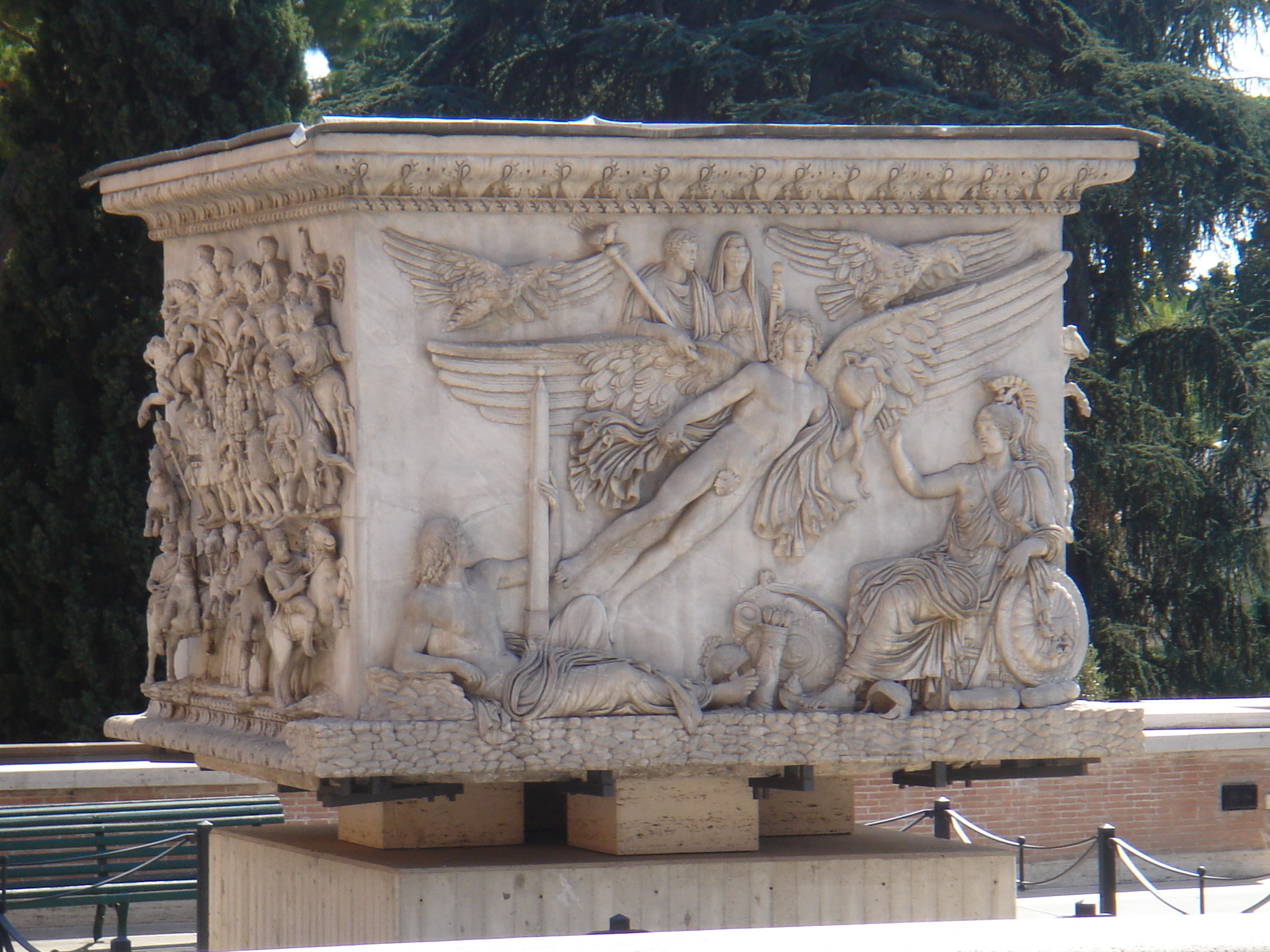
Base de la colonne d'Antonin le Pieux.
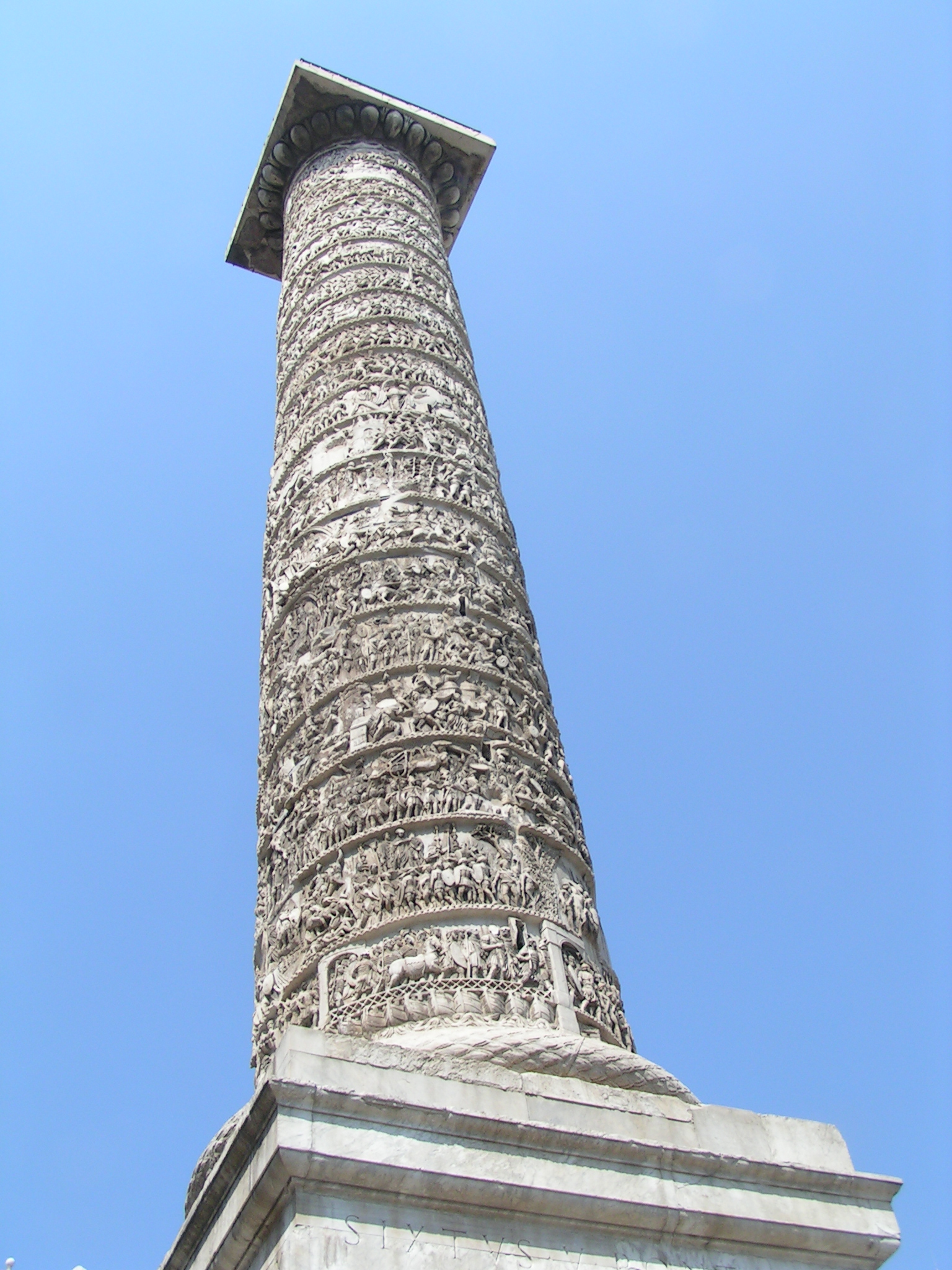
Colonne de Marc-Aurèle.
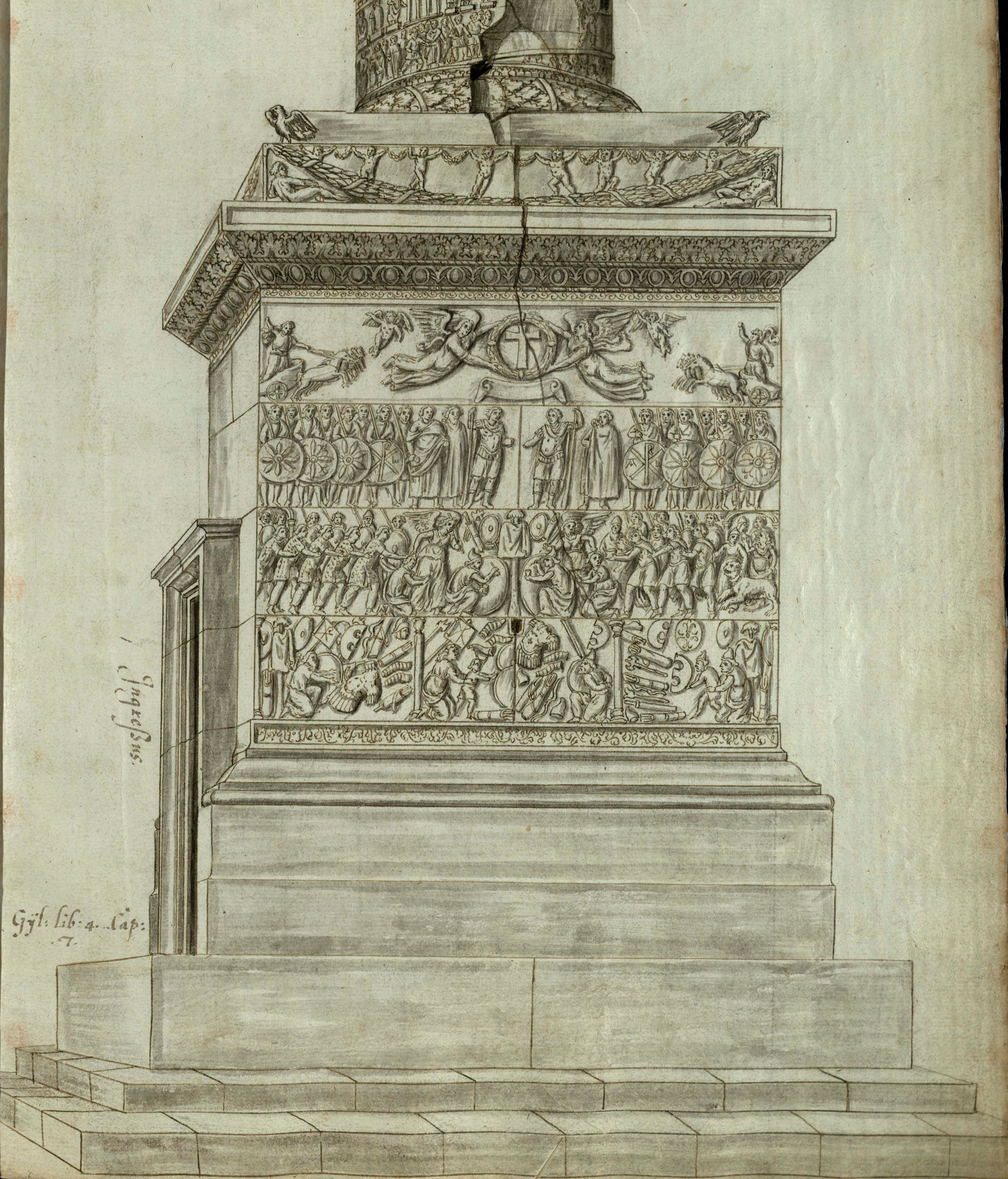
Base de la colonne d'Arcadius.

### Moyen Âge
C’est durant le Haut Moyen Âge que les urnes en or contenant les cendres de Trajan et de Plotine sont retirées de la petite salle du soubassement de la colonne, sans doute lors du sac de Rome par les Wisigoths en 410. La statue de bronze de Trajan est retirée de l'attique en 663 sur ordre de Constant II Héraclius.

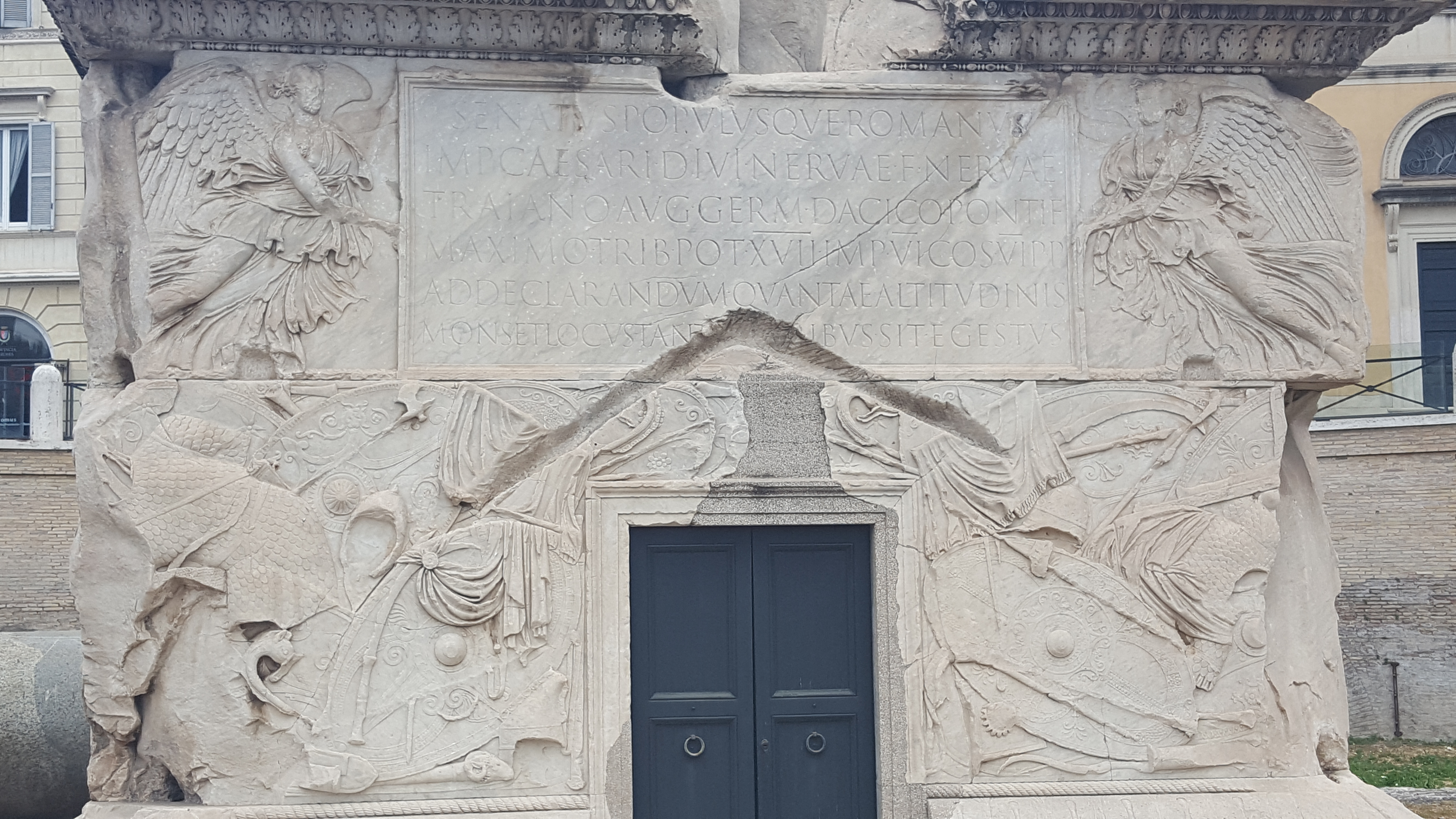
L'entaille laissée sur le piédestal et l'inscription par le toit de la petite église médiévale.

La colonne reste quasiment intacte tout au long du Moyen Âge, contrairement aux autres bâtiments du forum de Trajan qui s'écroulent en partie lors du tremblement de terre de 801. Néanmoins, les chevilles métalliques scellées au plomb fondu unissant les tambours du fût sont quasiment toutes retirées pour fabriquer des armes ou d'autres ustensiles. Seules deux demeurent en place sur près de quatre-vingt présentes initialement. Une petite église, San Niccolò de Columna, bâtie au pied du monument et attestée à partir de 1032, utilise la colonne comme oratoire. Les traces du toit de la petite église sont encore visibles aujourd'hui sur le côté du piédestal où se trouve l'inscription dédicatoire qui a été rognée. Sa construction remonte peut-être au VIIIe ou IXe siècle. L'église est encore attestée en 1464 mais a disparu lors de la visite de Charles Quint à Rome, en 1546.
Le plus grand respect est accordé à la colonne comme en témoigne un document du Sénat daté du 25 mars 1162 qui, à la suite d'un litige concernant l'église Saint-Nicolas, en établit la propriété publique et en interdit tout endommagement.

« Nous, sénateurs romains, [...] nous décrétons que l'église [de Saint-Nicolas] et la Colonne sont la propriété de l'abbesse, à condition que soit sauvegardé l'honneur de la ville de Rome. Par conséquent la Colonne Trajane ne devra jamais être abattue ou endommagée, mais elle devra rester telle qu'elle est pour toute éternité, pour l'honneur du peuple romain, entière et intacte aussi longtemps que la terre durera. Quiconque attentera à l'intégrité de la Colonne sera condamné à mort, et ses biens seront confisqués. »

— Biblioteca Apostolica Vaticana, Pergamene di S. Maria in via Lata, c. 302, nr. I, alias 362.

### Époque moderne
Durant la Renaissance, l'intérêt que portent les artistes pour la colonne est de plus en plus important. Elle est beaucoup étudiée, en particulier par Raphaël et ses élèves. Les grands monarques d'Europe, plus particulièrement les rois de France, s'intéressent aux vestiges de l'Antiquité romaine et notamment aux œuvres d'art qu'ils font copier. La colonne et ses reliefs sont considérés à l'époque comme un des plus beaux exemples de l'art antique, alliant les influences hellénistiques à un art purement romain. François Ier commande les premiers moulages en 1540 et envoie Le Primatice, sculpteur, peintre et architecte italien, à Rome pour superviser l'opération. Sur place, le travail n'est pas mené à terme, jugé trop coûteux. Le projet est repris par Louis XIII en 1640 mais sans aboutir.

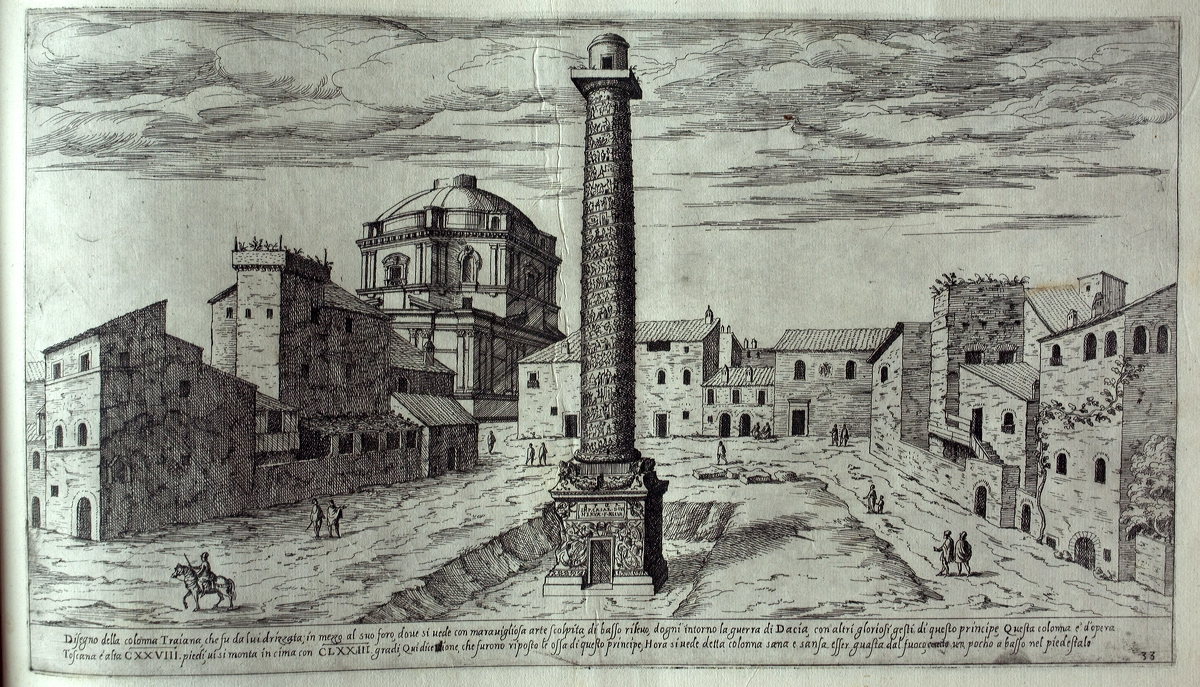
Dessin de la colonne, par Étienne Dupérac, 1575.

Au cours du XVIe siècle, on fait de la place autour de la colonne en démolissant quelques bâtiments privés. Le piédestal est dégagé des gravats sous lesquels il était enseveli et un mur de clôture est élevé tout autour de la place. Le 4 décembre 1587, sous le pape Sixte Quint, la statue en bronze de saint Pierre, œuvre de Tommaso della Porta et de Leonardo Sormani est érigée au sommet de la colonne, remplaçant la statue de Trajan détruite depuis longtemps. La zone autour du piédestal est encore arrangée et nettoyée à plusieurs reprises, jusqu'aux fouilles du début du XIXe siècle.
En 1665, Louis XIV, surnommé le « Trajan de France », envisage à son tour de réaliser un moulage complet de la frise historiée de la colonne. L'opération dure de 1666 à 1670. Quelques moules sont transportés jusqu'à Paris où sont réalisés des copies en plâtre entre 1671 et 1672.
Ces premiers moulages se détériorent rapidement et Napoléon III fait réaliser à ses frais entre 1861 et 1862 une troisième et dernière copie intégrale de la colonne avec l'accord du pape Pie IX. Ces premiers moules, conservés d'abord au musée du Latran jusqu'en 1953 puis au Museo della Civiltà Romana, servent à produire deux autres séries complètes de moulages. La première, réalisée dès 1864, est une reproduction sur plaques de cuivre renforcées par galvanoplastie aujourd'hui entreposée au musée d'Archéologie nationale de Saint-Germain-en-Laye. Le résultat est ensuite surmoulé pour la réalisation de la deuxième série qui est exposée au South Kensington Museum puis dans le Victoria and Albert Museum de Londres.

### Époque contemporaine
Actuellement, plusieurs musées exposent tout ou partie des reliefs de la colonne, facilitant leur étude. Parmi ceux-ci, on peut citer :
- le musée de la Civilisation romaine de l'EUR, à Rome, présente une des trois copies réalisées en 1861 par Napoléon III, qui a donné cet exemplaire au pape Pie IX (en tout 125 moulages de plâtre) ;
- le musée d'archéologie nationale de Saint-Germain-en-Laye possède une galvanoplastie du XIXe siècle de la partie basse du fût ;
- le musée du Louvre conserve, dans sa collection de moulages hébergée dans la Petite Écurie de Versailles, environ un tiers de la frise, ainsi que la face avant de la base remontée ;
- un moulage complet est présenté au Victoria and Albert Museum de Londres ;
- le musée national d'histoire de Roumanie de Bucarest présente un autre moulage complet de la colonne, réalisé par les Allemands durant la Seconde Guerre mondiale, surmoulage de la série initiale de 1861.

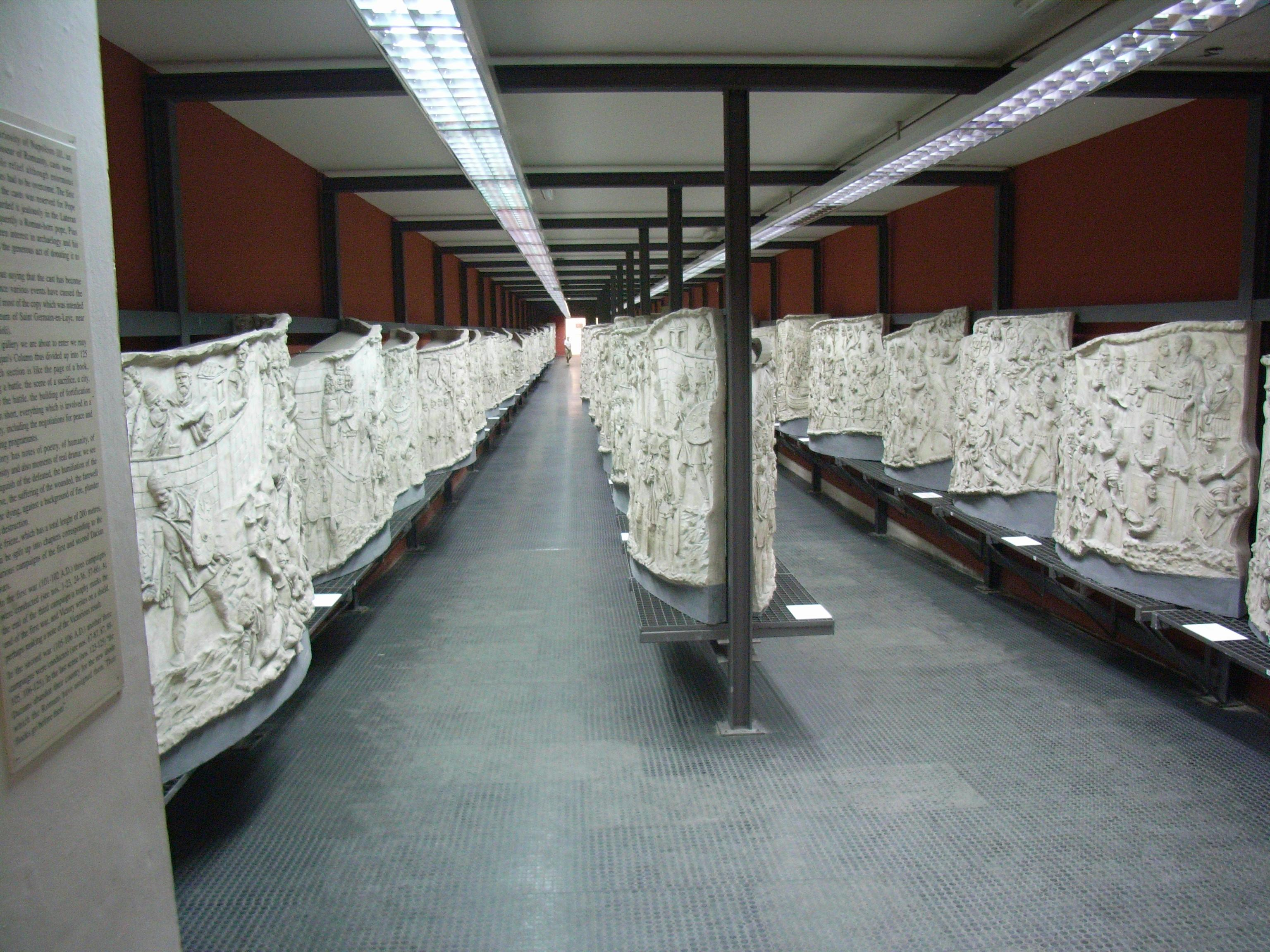
Exposition des 125 moulages de plâtres au musée de la Civilisation romaine.
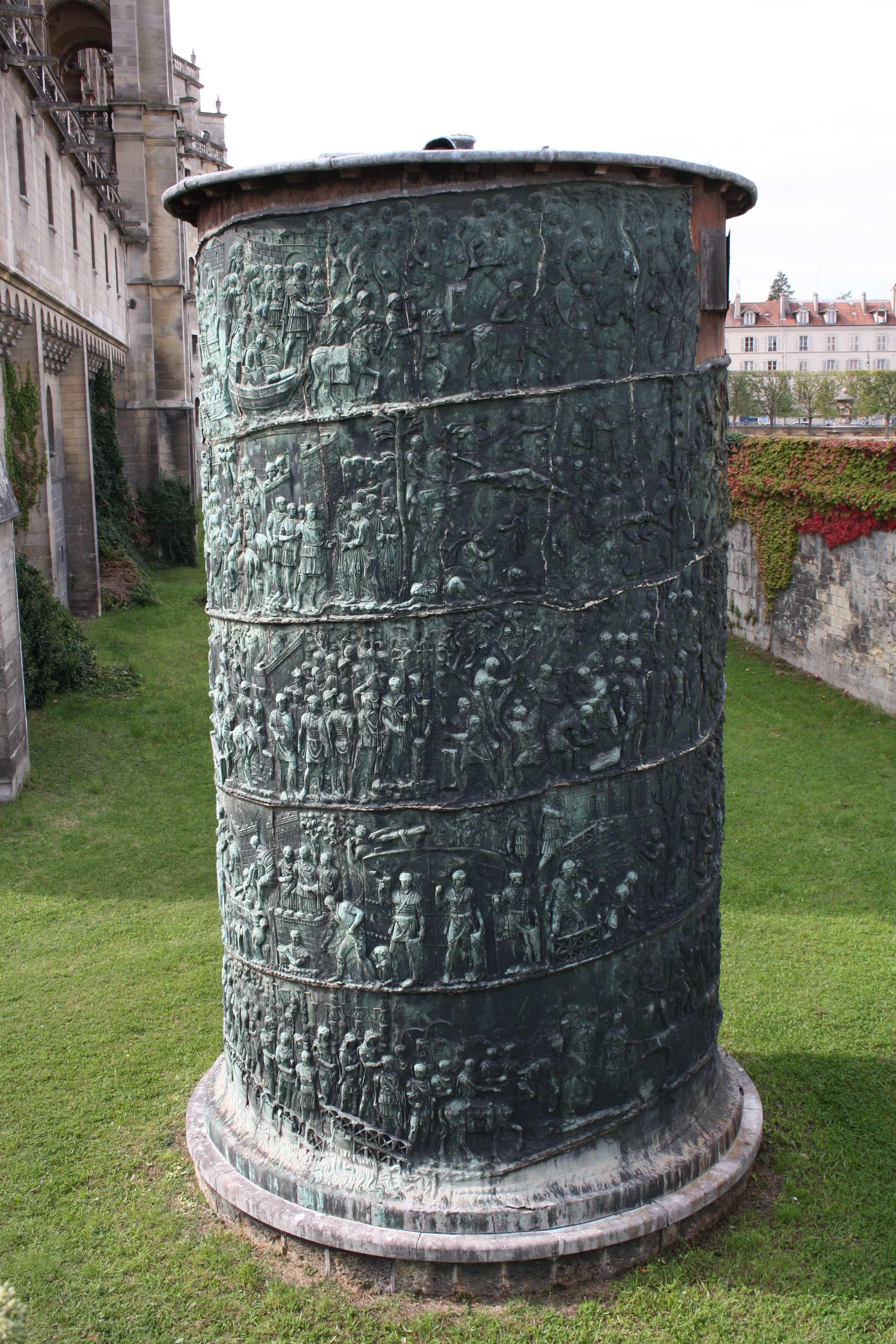
Galvanoplastie de la partie basse de la colonne Trajane, exposé dans les fossés du Château de Saint-Germain-en-Laye.
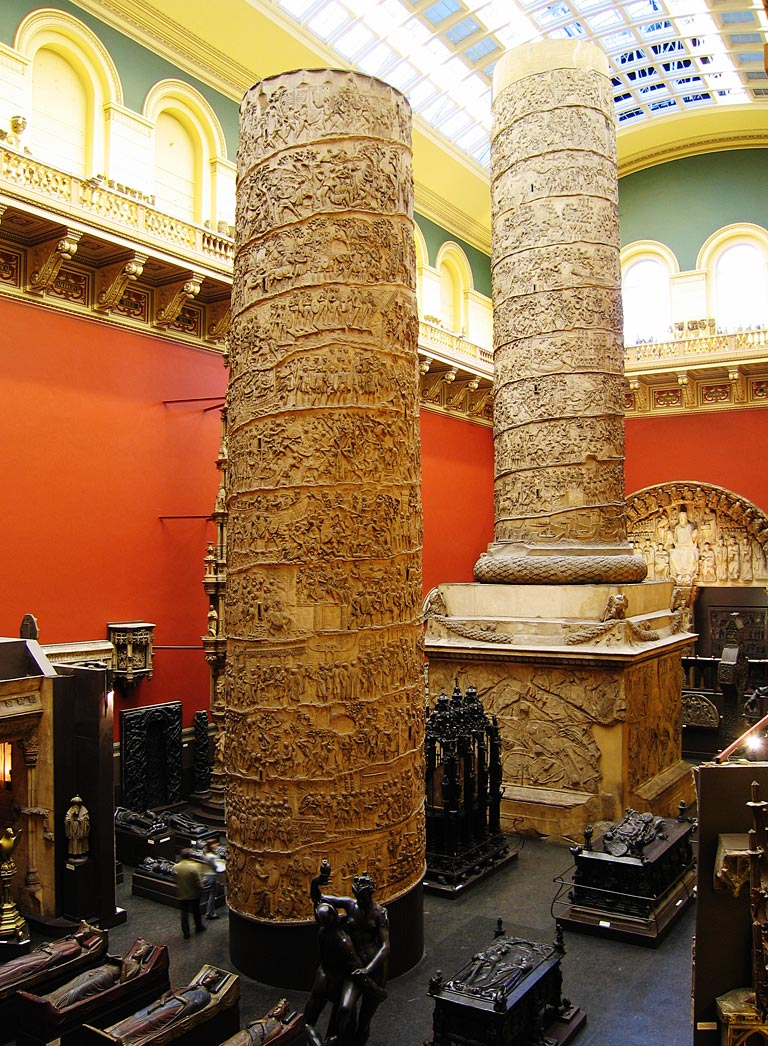
Moulage présenté au Victoria and Albert Museum.
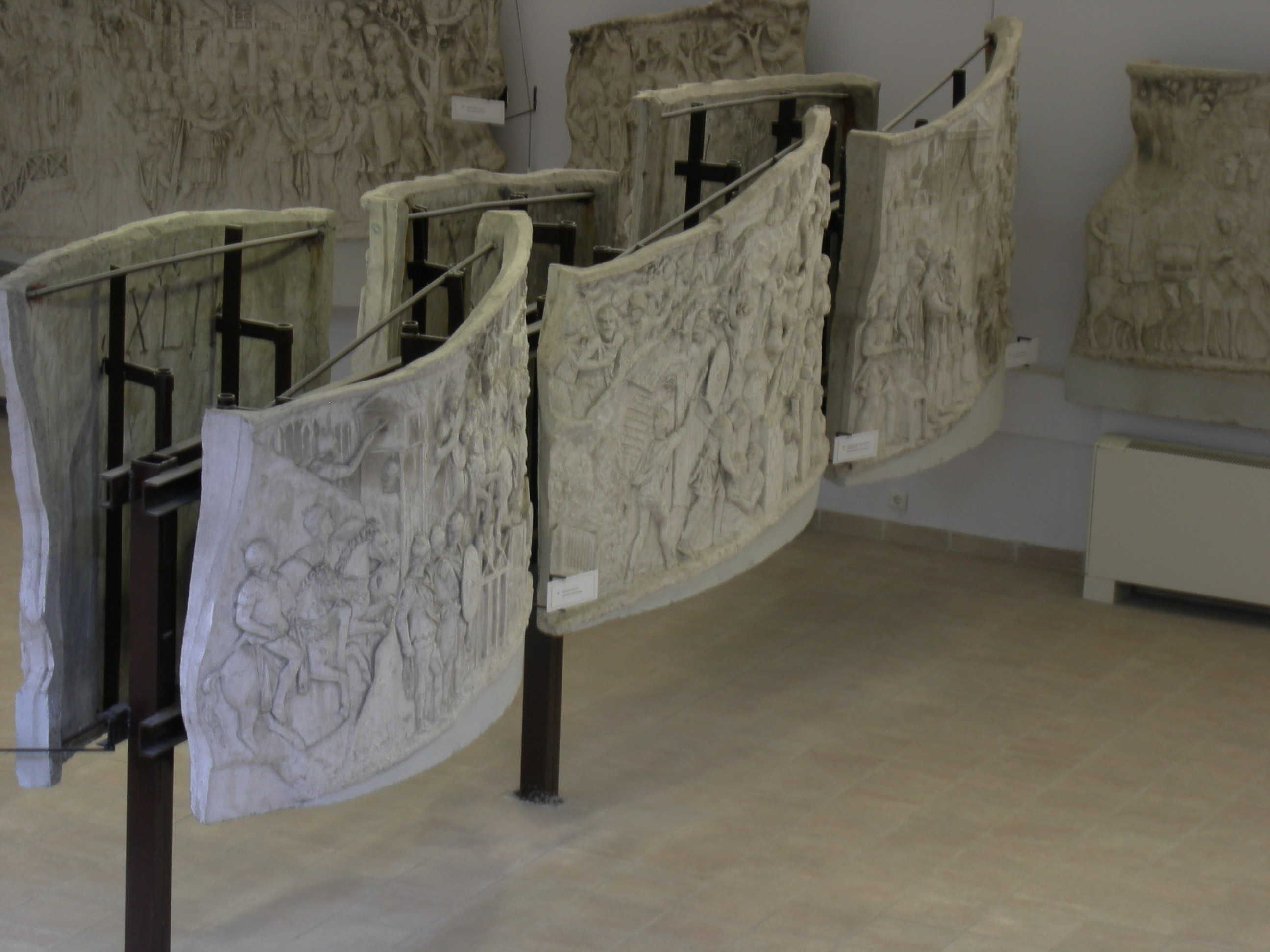
Exposition des moulages de la colonne Trajane du musée national d'histoire de Roumanie de Bucarest.